# 具柄重楼
具柄重楼（学名：Paris fargesii var. petiolata）是黑药花科重楼属的变种。分布在中国大陆的江西、贵州、四川、广西等地，生长于海拔1,300米至1,800米的地区，多生于林下荫处，目前尚未由人工引种栽培。